# PA (geluidssysteem)

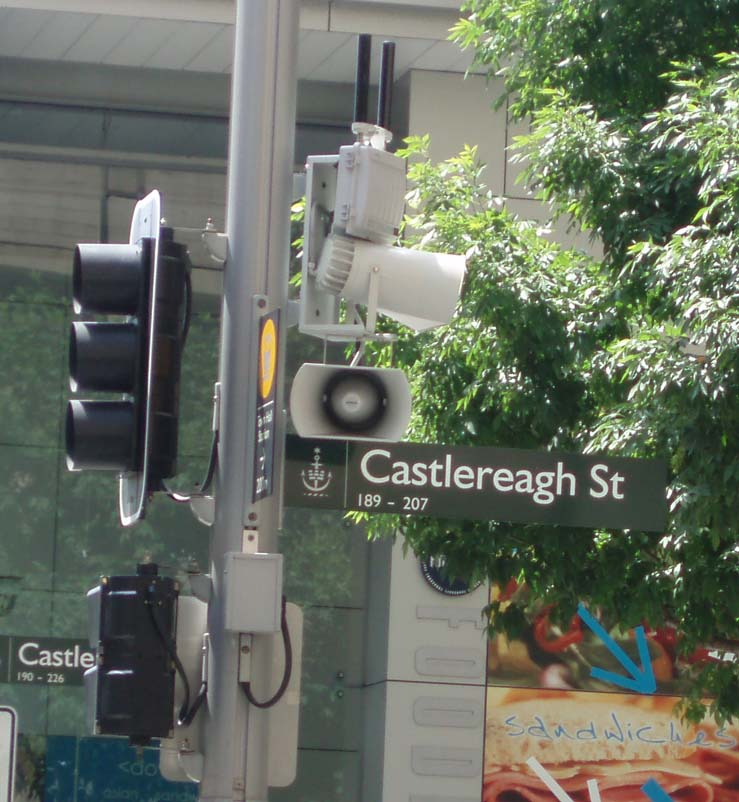
Luidsprekers op straat, een onderdeel van PA.

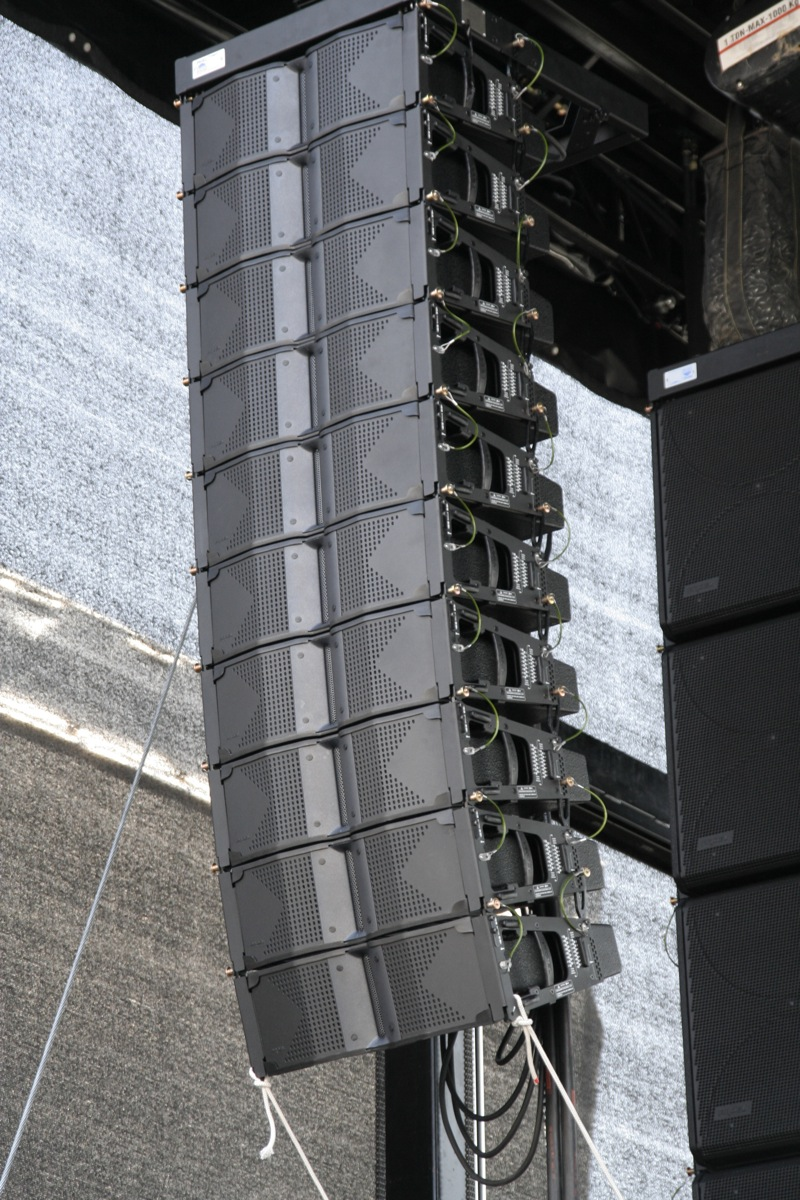
Een line array

Een PA, afkorting voor de Engelse term public address, is een vakterm waarmee de geluidsinstallatie bedoeld wordt die de muziek (bijvoorbeeld een concert of drive-inshow) versterkt voor het publiek. Ook wordt een PA gebruikt in tv-studio's als er opnames met publiek worden gemaakt. De PA zorgt er dan voor dat het geluid ook in de studio is te horen.

## Beschrijving
Er zijn PA's van verschillende grootte. Zij variëren meestal van twee luidsprekers op statief, met een vermogen van ongeveer 300 watt per luidspreker voor in een café tot systemen van 75.000 watt (of meer) voor grote pop/rockfestivals zoals Pinkpop, Rock Werchter of Rock am Ring. Tegenwoordig wordt vaak niet meer in watt gerekend maar in decibel (dB). Een systeem moet in staat zijn een vastgesteld aantal decibel te produceren in een bepaald gebied.

## Apparatuur in een PA
(afhankelijk van de grootte en inrichting van geluidsbron naar eindpunt)
- Microfoon
- DI-box
- Microfoonkabel
- Stagebox
- Multikabel (één dikkere kabel waardoor meerdere geluidskabels lopen)
- Mengtafel
- Compressor limiter en/of Noisegate
- Effectapparatuur (galm/echo)
- Equalizer
- Crossover of speakermanagement processor
- Eindversterker
- Luidsprekers

## Verschillende soorten luidsprekersystemen
Vroeger werden er vooral bij grotere concerten heel veel verschillende soorten luidsprekers op diverse locaties op en om het podium geplaatst. Tegenwoordig is er een onderscheid tussen conventionele PA's en line arrays:
- Een conventionele PA bestaat uit verschillende soorten luidsprekers, die men voornamelijk opstapelt op of naast het podium. Deze luidsprekers zijn dan wel een bepaalde soort: bas-, midden- en hogetonenluidsprekers. Een groot nadeel van dit soort systemen is dat het geluid voor het publiek dicht bij het podium vaak oorverdovend is en voor de mensen achteraan weer te zacht en/of niet helder.
- Een line array bestaat uit één lange kolom van (speciaal ontworpen) precies identieke luidsprekers die onder elkaar worden opgehangen of "gevlogen" worden. Dit zijn geen gewone luidsprekers die zomaar onder elkaar gehangen worden met een 3-decibels koppelingstechniek, maar line array-kasten met een 6-decibels koppelingstechniek. Door berekening van de spreidingshoek wordt bepaald hoeveel van deze luidsprekers er nodig zijn en onder welke hoek zij moeten komen te hangen. Ze zien eruit als soort banaan van luidsprekers.

## Rondzingen (feedback)
Het "rondzingen" (terugkoppeling) is een vaak piepend geluid dat soms erg hard kan zijn. Dit rondzingen wordt veroorzaakt door het opvangen van het geluid dat de luidsprekers produceren. Voorbeeld: de zanger zingt in zijn microfoon, het signaal wordt versterkt door de luidspreker en het geluid dat de luidspreker produceert wordt weer opgevangen door de microfoon - en daarmee is de cirkel rond. Het treedt op zodra de rondgaande versterking groter is dan 1. Het oplossen van "rondzingers" wordt gedaan door de veroorzakende frequenties weg te nemen met behulp van grafische equalizers of zogenaamde feedback destroyers.
Het rondzingen wordt door de meeste mensen herkend bij een hoog fluitend geluid, maar is op iedere frequentie mogelijk. Op lage frequenties wordt het soms ook rumble genoemd en ontstaat dan bij gebruik van een platenspeler. In dat geval worden de trillingen van de basgeluiden opgevangen door de naald die op de plaat loopt, waarna het signaal weer door de luidsprekers wordt uitgestuurd → de cirkel is weer rond.
Eén en ander kan door plaatsing van de luidsprekers enigszins voorkomen worden. De hoeveelheid en de intensiteit van rondzingen is vaak afhankelijk van de ervaring van de technicus. Een goede technicus beschikt, naast vakkennis om wat de musici willen om te kunnen zetten in een effectieve instelling van de apparatuur, ook over de nodige autoriteit om desgewenst "nee" te kunnen zeggen tegen een muzikant die bijvoorbeeld zijn geluid op de monitor nóg luider wil hebben terwijl die al op het punt van rondzingen staat.